# Terrine

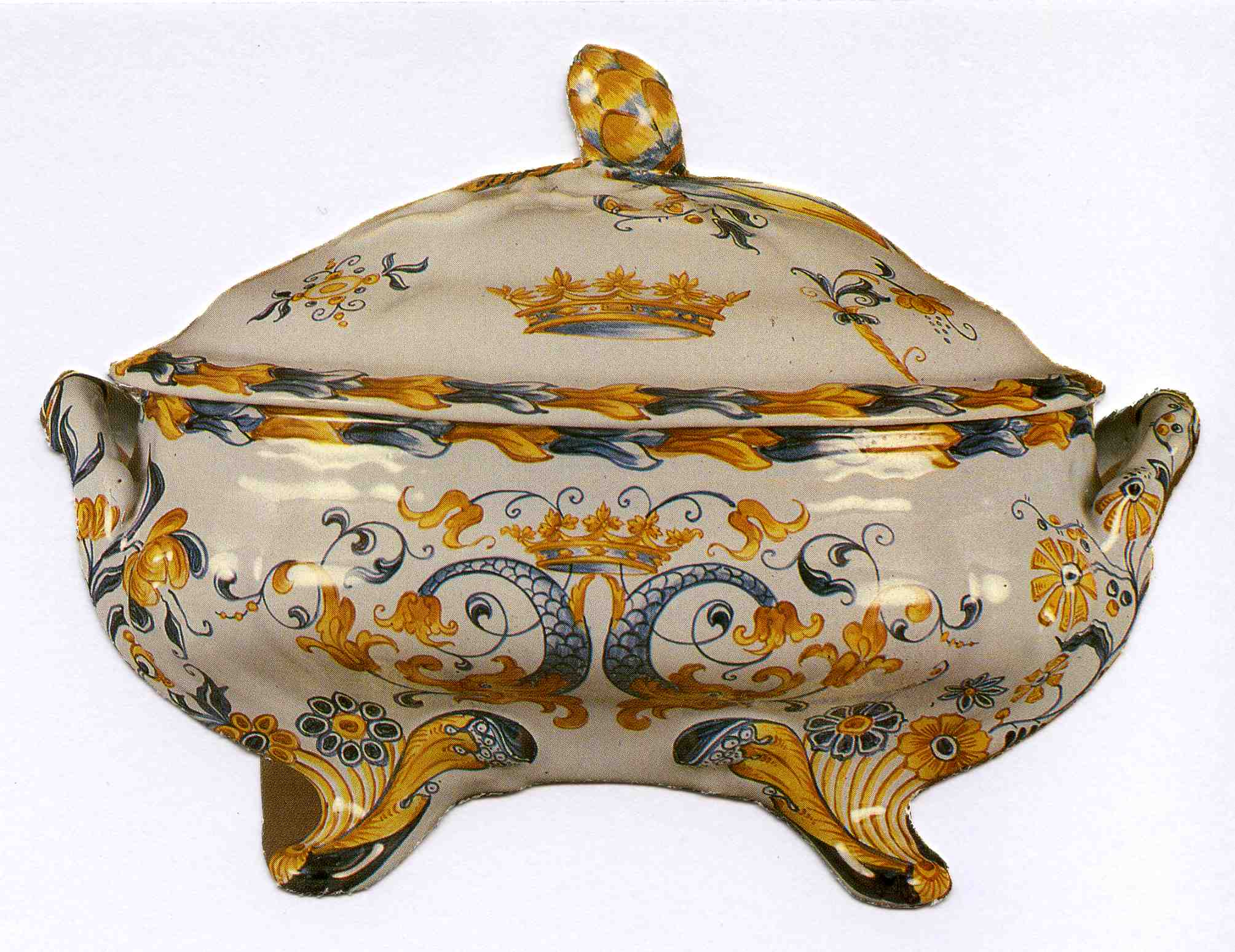
Terrine, spätes 19. Jh.

Terrine auf einem Fuß

Der Begriff Terrine bezeichnet eine Schüssel mit Deckel. In der Küchensprache bezeichnet Terrine eine Pastete, die in einer Schüssel und daher ohne Teig zubereitet wird (sogenannte Schüsselpasteten). Die Wortabstammung kommt von Terra (Erde). Das altfranzösische Wort terrin, was irden bedeutet, wurde zu Terrine (irdene Schüssel) substantiviert. Die Bezeichnung terrine für Suppenschüssel wurde im 18. Jahrhundert übernommen (auch ins Deutsche). Im Englischen veränderte sich terrine weiter zu tureen, vielleicht in Anspielung auf die italienische Stadt Turin.
Terrinen werden meist zu festlichen Gelegenheiten für Suppen oder auch für Punsch verwendet.

## Beschreibung
Eine Terrine kann aus Porzellan, Fayence, Metall oder anderen Materialien hergestellt sein. Die Form dieser tiefen Schüsseln ist meist rund oder oval, kann aber auch sonstige Formen haben. Sie haben oft Füße. Der Deckel hat oben in der Mitte gewöhnlich eine Verzierung, die zugleich als Griff dient. Je nach herrschender Mode sind zu beiden Seiten Griffe oder auch keine. Oft sind die Formen der Terrinen altertümlich. Aus Metall gefertigte Modelle sind aus Silber, Zinn oder Neusilber, am häufigsten sind Terrinen jedoch wohl aus Porzellan, das leichter zu reinigen ist als Metall. Porzellanterrinen sind manchmal aufwändig bemalt oder verziert.